# 白斑若麗魚
白斑若麗魚，為輻鰭魚綱鱸形目隆頭魚亞目慈鯛科的其中一種，分布於非洲馬拉威湖流域，棲息深度15-18公尺，體長可達9.4公分，棲息在岩石底質水域，生活習性不明，可作為觀賞魚。

## 擴展閱讀
維基物種上的相關：白斑若麗魚